# ميشيل تورنر
ميشيل تورنر (بالإنجليزية: Michelle Turner) هي لاعب هوكي الحقل نيوزيلندية، ولدت في 1 أغسطس 1974.

## وصلات خارجية
- ميشيل تورنر على موقع أوليمبيديا (الإنجليزية)
- ميشيل تورنر على موقع اتحاد ألعاب الكومنولث (مؤرشف) (الإنجليزية)